# Гошев, Иван
Протоиерей Иван Гошев Иванов (болг. Иван Гошев Иванов; 8 сентября 1888, Пловдив, Болгария — 26 октября 1965, София, Болгария) — болгарский учёный, археолог, литургист.
Учился в Софийской семинарии (1903-1909). Исследовал богословие в Черновцах (1911-1914), специализировался в Вене (1917). Библиотекарь Священного Синода Болгарской Православной Церкви (1918-1919). Основатель и первый директор Историко-археологического музея Церкви в Софии (1922-1958). Доцент (1926-1929), экстраординарный профессор (1929) и профессор (1933-1958) литургики, христианской археологии и христианскому искусству на Богословском факультете Софийского университета (с 1950 г. - Духовная академия). Действительный член Болгарского археологического института (1933), член-корреспондент Болгарской академии наук (1941), академик Болгарской академии наук (1945).
Изучал рукописи Священного Синода и Бачковского монастыря, деятельность святых Кирилла и Мефодия, Климента охридского и Ивана Рильского, прошлое Бачковского и Рильского монастыря, богослужение и монашескую жизни в средневековой Болгарии, историю письменности — глаголицы и кириллицы. Подготовил издания «Завета» святого Иоанна Рыльского, Рыльских глаголических листков, староболгарских эпиграфических памятников IX и X веков, а также примечания к многим старым книгам и подписи к предметам Софийского церковного музея.

## Важнейшие труды
- Стари записки и надписи. — Годишник на Софийския университет-Богословски факултет, 4, 1926-27, 335-378; 6, 1928-29, 1-36; 12, 1934-35, 1-43; 13, 1935-36, 1-58; 14, 1936-37, 1-49
- Един средновековен барелеф от Созопол: Принос към иконографията на драконопобедителите конници св. Георги и св. Димитър във византийското изкуство. — Годишник на Софийския университет-Богословски факултет, 6, 1928-29, част 3, 1-99
- Нови данни за историята и археологията на Бачковския манастир. — Годишник на Софийския университет-Богословски факултет, 8, 1930-31, 341-390
- Старобългарската литургия според български и византийски извори от IX–XI в. — Годишник на Софийския университет-Богословски факултет, 9, 1932, 1–79
- Облеклото на старобългарските монаси според византино-български извори от IX–XI в. — Известия на Народния етнографски музей, 10-11, 1932, 37–72
- Църковни старини из Врачанска епархия. — Годишник на Софийския университет-Богословски факултет, 11, 1933-34,
- Светите братя Кирил и Методий: Материал из ръкописите на Синодалния църковен музей в София. — Годишник на Софийския университет-Богословски факултет, 15, 1938, 1–160
- Правилата на Студийския манастир. — Годишник на Софийския университет-Богословски факултет, 17, 1939-40, част 6, 5-73
- Трите най-стари пространни жития на преподобния Ив. Рилски: Текст и историко-литургически коментар. — Годишник на Софийския университет-Богословски факултет, 25, 1947-48, част 7, 3-72
- Заветът на св. Иван Рилски в светлината на старобългарското и на византийското литературно предание от IX-XIV в. — Годишник на Духовната академия, 4 (30), 1955, 431-507
- Рилски глаголически листове. С., 1956
- Старобългарски чинопоследования за встъпване в монашество: Текст, превод и коментар. — Годишник на Духовната академия, 7 (33), 1957-58, 407–447
- Старобългарски глаголически и кирилски надписи от IX и X в. С., 1961